# Rejon burziański
Rejon burziański (ros. Бурзянский район) – jeden z 54 rejonów w Baszkirii. Stolicą regionu jest Starosubchangułowo.
100% populacji stanowi ludność wiejska, ponieważ w regionie nie ma żadnego miasta.
Znajduje się tu Rezerwat przyrody „Szulgan-Tasz” oraz część Parku Narodowego „Baszkiria”.